# Bahía de Baffin
La bahía de Baffin (francés: Baie de Baffin) es un mar entre los océanos Atlántico y Ártico. Mide unos 1.130 km (700 millas) cruzando de norte a sur. Gran parte del año es navegable en la parte sur debido a la emersión de aguas profundas de la propia bahía (corriente de Groenlandia Occidental) y a la acción de las mareas durante el avance de los glaciares de valle, derritiendo el frente de cada una de las lenguas de cada glaciar y convirtiendo sus fragmentos en icebergs cada vez más pequeños. Esas dos razones son las que explican que la costa occidental de Groenlandia sea la parte de la isla más poblada.

## Geografía
La bahía de Baffin es un brazo de agua del océano Atlántico flanqueado por la isla de Baffin, al oeste, Groenlandia, al este, y la isla de Ellesmere, al norte. Conecta con el océano Atlántico por el estrecho de Davis y con el océano Ártico a través de varios canales del estrecho de Nares. Es una extensión del noroeste del océano Atlántico Norte y el mar de Labrador.
La bahía tiene menos de 1000 m (1093,6 yd) de profundidad cerca de la costa, donde el fondo del mar está cubierto de grava, piedra triturada y arena. En el centro, hay un pozo profundo llamado Cuenca de Baffin, que alcanza 2136 m (2336,0 yd) (ver mapa de profundidad), que está mayoritariamente cubierto de limo. Las corrientes forman una circulación ciclónica. En la periferia oriental, en verano, la corriente de Groenlandia Occidental transporta agua desde el océano Atlántico hacia el norte. En su parte occidental, la corriente de la isla de Baffin trae las aguas árticas hacia el sur.

## Clima, hidrología e hidroquímica

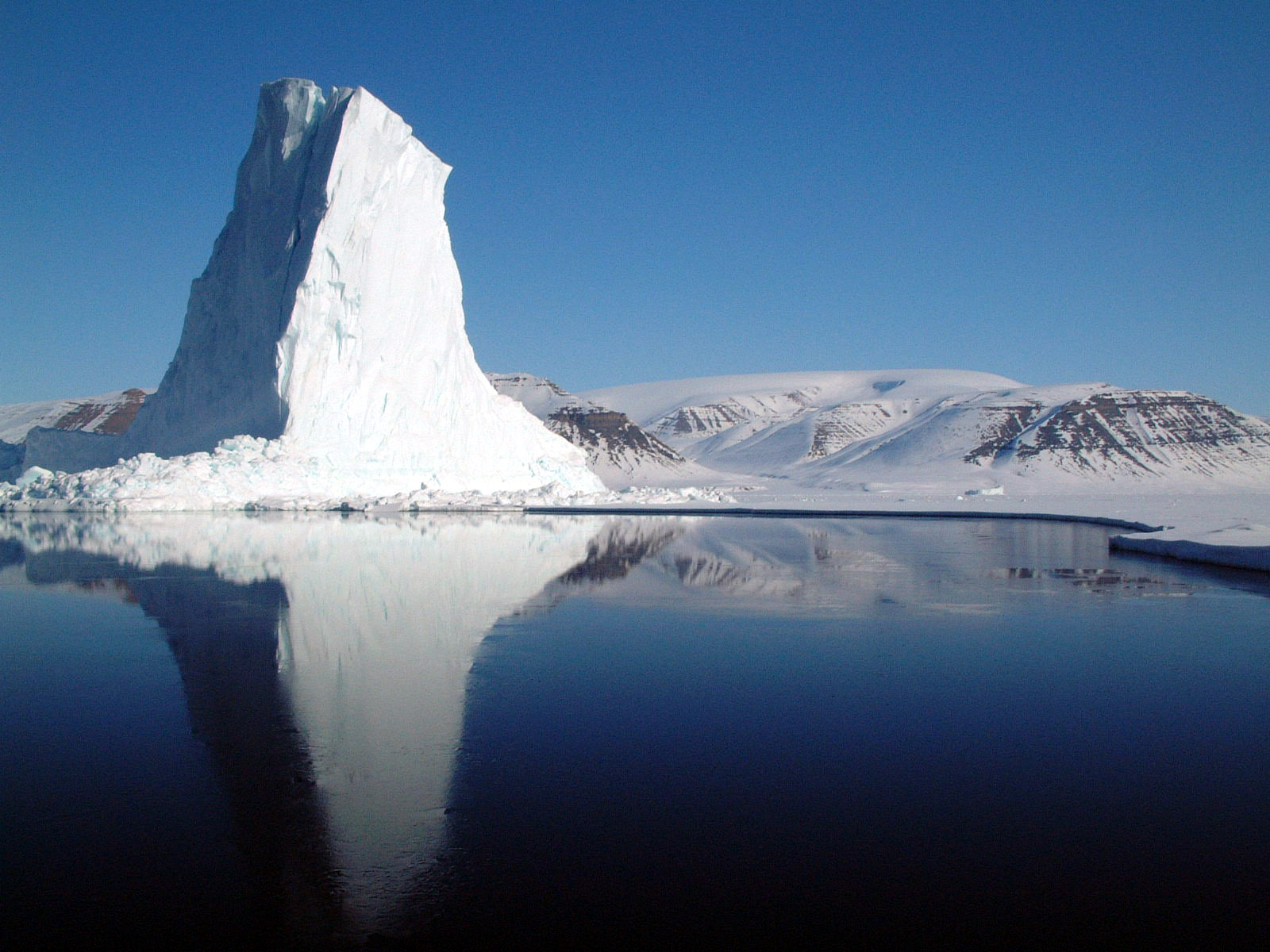
Un iceberg en el borde del hielo marino de la bahía de Baffin.

El clima es ártico con frecuentes tormentas, especialmente en invierno. Las temperaturas medias de enero son de -20 °C (-4 °F) en el sur y de -28 °C (-18 °F) en el norte. En julio, la temperatura media es de 7 °C (45 °F). Las precipitaciones anuales son de 100-250 mm en el lado de Groenlandia y aproximadamente el doble cerca de la isla de Baffin
La temperatura del agua en la superficie es inferior a -1 °C (30 °F) en invierno. En verano, varía de 4-5 °C (39-41 °F) en el sureste a 0 °C (32 °F) y menos en el noroeste. La salinidad supera el 34‰ (partes por mil) en invierno. En verano, es del 32‰ en el este y del 30-31‰ en el oeste. Las aguas profundas se forman como resultado de la mezcla de las aguas del Ártico y del Atlántico; su temperatura es de unos -0,5 °C (31,1 °F) y su salinidad es de 34,5 ‰. En invierno, el 80% de la bahía está cubierta de hielo continuo, hielo flotante y hielo rápido. En algunos inviernos, el hielo continuo se extiende de orilla a orilla. El hielo es más abundante en marzo y menos en agosto-septiembre. En verano, el hielo a la deriva permanece en las partes central y occidental de la bahía. En este periodo se forman numerosos icebergs que son llevados, junto con el hielo, al océano Atlántico, cerca de Terranova.
Las mareas son semidiurnas, con una altura media de 4 m y la máxima de 9 m. Su velocidad varía entre 1 y 3,7 km/h (0,62 y 2,30 mph) por hora y la dirección hasta en 180°. Esta variabilidad provoca la colisión y el aplastamiento del hielo fresco, el viejo y el de en paquete. Los vientos son predominantemente del noroeste durante todo el año. Los vientos del sureste y del este son comunes en julio y agosto

## Historia

Culturas Dorset, Nórdica y Thule 900-1500.

La zona de la bahía ha estado habitada desde c. 500 antes de Cristo. Alrededor del año 1200 d. C., los primeros pobladores de la cultura Dorset fueron sustituidos por el pueblo Thule (los posteriores inuit). Excavaciones recientes también sugieren que la colonización nórdica de América llegó a las costas de la bahía de Baffin en algún momento entre los siglos X y XV. En 1585, en su primera exploración al Ártico en busca del Paso del Noroeste, el explorador británico John Davis, comandando las naves Sunneshine y Mooneshine fue el primer europeo en entrar en aguas de la bahía. En 1612, un grupo de comerciantes ingleses formó la "Compañía de Comerciantes de Londres, Descubridores del Paso del Noroeste". Su gobernador Thomas Smythe organizó cinco expediciones para explorar las costas septentrionales de Canadá en busca de un paso marítimo hacia el Lejano Oriente. Henry Hudson y Thomas Button exploraron la bahía de Hudson, William Gibbons Labrador, y Robert Bylot Estrecho de Hudson y la zona que pasó a llamarse Bahía de Baffin en honor a su piloto William Baffin. A bordo del Discovery, Baffin cartografió la zona y bautizó las caletas Lancaster, Smith y Jones con los nombres de miembros de su compañía.  Al finalizar su viaje de 1616, Baffin no albergaba esperanzas de lograr un paso libre de hielo y la zona permaneció inexplorada durante otros dos siglos. Con el tiempo, se llegó a dudar de su relato hasta que fue confirmado por el viaje de John Ross de 1818. Más estudios científicos avanzados siguieron en 1928, en la década de 1930 y después de la Segunda Guerra Mundial por parte de expediciones danesas, estadounidenses y canadienses. Gracias a esos viajes probó que el Paso del Noroeste no estaba en el área de la bahía de Hudson.
En la actualidad, hay algunos asentamientos inuit en la costa canadiense de la bahía, como Arctic Bay (690 habitantes), Pond Inlet (1.315) y Clyde River (820). A estos asentamientos se accede y se abastece por aire y por viajes en barco anuales. En 1975, se construyó una ciudad en Nanisivik para apoyar la producción de plomo y zinc en la Mina de Nanisivik-la primera mina canadiense en el Ártico. La mina se cerró en 2002 debido a la disminución de los recursos y los precios del metal. Aunque la ciudad sigue contando con un puerto marítimo y un aeropuerto, según el censo del 2006, su población oficial es de cero habitantes.
La bahía de Baffin fue el epicentro de un terremoto de 7,3 de magnitud en 1933. Se trata del mayor terremoto conocido al norte del círculo polar ártico. No causó daños debido a su ubicación en alta mar y al reducido número de comunidades cercanas en tierra firme. La parte noroeste de la bahía sigue siendo una de las regiones con mayor actividad sísmica del este de Canadá. Desde 1933 se han producido cinco seísmos de magnitud 6 en esta zona. El último terremoto fuerte se produjo el 15 de abril de 2010 y tuvo una magnitud de 5,1.

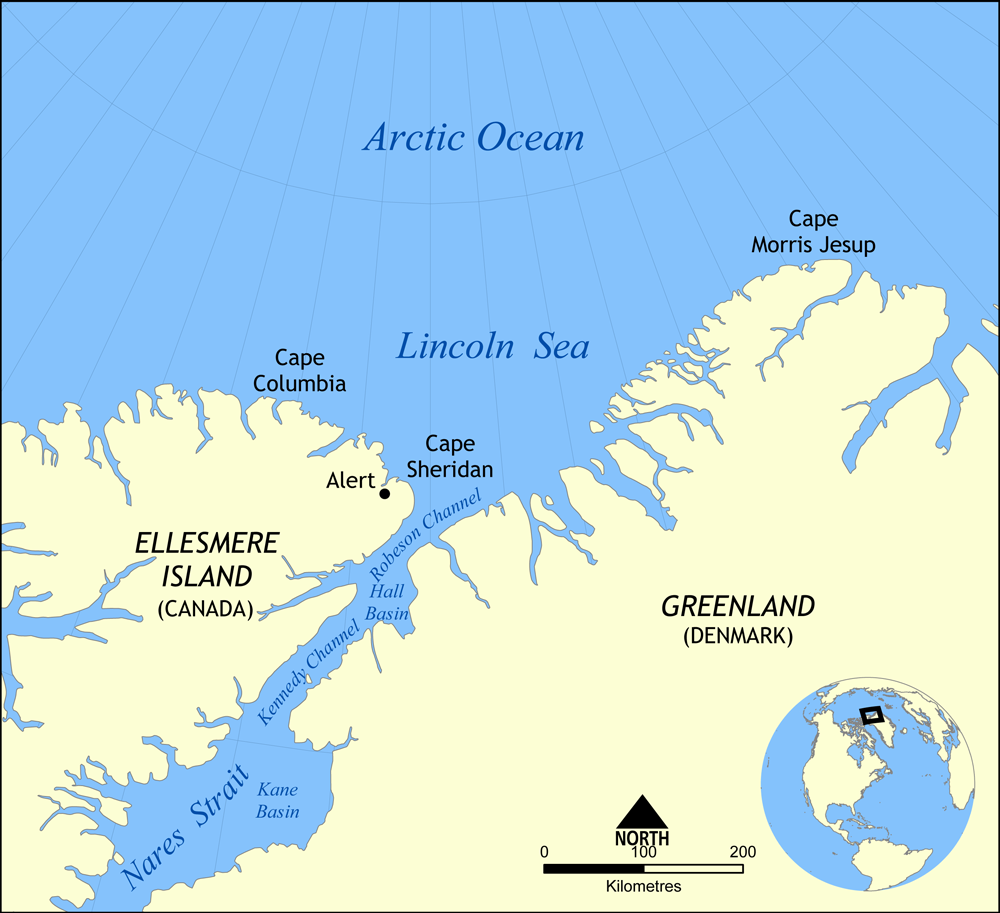
Robeson Channel, Hall Basin, Kennedy Channel, Kane Basin y Nares Strait se encuentran al sur del límite norte de la bahía de Baffin, entre Cape Sheridan y Cape Bryant (sin marcar).

## Vida silvestre
Cerca de 120.000 ballenas Beluga viven en la bahía de Baffin, comiendo pequeños peces y crustáceos. Las ballenas beluga de la bahía de Baffin se enfrenta a amenazas naturales como los osos polares, las orcas y la posibilidad de quedar atrapadas en el hielo. Los humanos también afectan a esta especie, con un mayor tráfico de embarcaciones, ruido y perturbaciones en los hábitats de las ballenas. Los seres humanos también han provocado el cambio climático y la contaminación ambiental, que son peligros adicionales para la ballena beluga de la bahía de Baffin. A principios del siglo XXI los inuit las cazan únicamente para alimentarse. Los aumentos en la caza de subsistencia o el desarrollo industrial, como el transporte marítimo y la extracción de petróleo, podrían influir en el bienestar de algunas poblaciones de belugas. 

## Delimitación de la IHO
La máxima autoridad internacional en materia de delimitación de mares, la Organización Hidrográfica Internacional («International Hydrographic Organization, IHO), considera la bahía de Baffin un mar. En su publicación de referencia mundial, «Limits of oceans and seas» (Límites de océanos y mares, 3.ª edición de 1953), le asigna el número de identificación 14A (una variante del n.º 14, el paso del Noroeste, «The Northwestern Passages») y lo define de la forma siguiente:

En el norte.
Una línea desde cabo Sheridan, Tierra de Grant (82°35'N, 60°45'O) hasta el cabo de Bryant, Groenlandia.
En el este.
La costa oeste de Groenlandia.
En el sur.
El paralelo 70° Norte entre Groenlandia y la tierra de Baffin.
En el oeste.
El límite oriental del paso del Noroeste (14).
Limits of oceans and seas, pág. 10.

## Petróleo y gas
El Servicio Geológico de EE. UU. ha calculado que al menos el 13% de los yacimientos de petróleo y el 30% de las reservas de gas aún por descubrir se encuentran en el Ártico, y que los mares que rodean Groenlandia pueden contener grandes cantidades de gas natural y cantidades menores de petróleo crudo y líquidos de gas natural.En consecuencia, el Autoridades de Groenlandia ha ofrecido un gran número de concesiones mar adentro para la posible extracción de hidrocarburos (petróleo y gas). Las mayores zonas de concesión se encuentran en los mares del oeste de Groenlandia, principalmente en la bahía de Baffin y el estrecho de Davis, pero también hay varias concesiones más pequeñas en el mar de Groenlandia, al este.